# Forêt domaniale de Chaud
La forêt de Chaud est une forêt domaniale française, située dans le Massif central, à l'ouest du plateau de Millevaches, sur le territoire des communes d'Eymoutiers et Nedde (Haute-Vienne) et L'Église-aux-Bois (Corrèze). Elle est divisée en sept parties non contiguës, localisées sur la rive gauche de la Vienne, dont la plus grande s'organise autour du lieu-dit Chaud, à environ 2,5 km au sud-ouest du bourg de Nedde.
C'est l'une des deux seules forêts domaniales de la Haute-Vienne, avec la forêt des Monts d'Ambazac.